# Juan Pablo Montoya
Juan Pablo Montoya Roldán (Bogotà, 20 settembre 1975) è un pilota automobilistico colombiano, campione della F3000 Internazionale (1998), della Formula CART (1999) e due volte vincitore della 500 Miglia di Indianapolis (2000, 2015), di tre 24 Ore di Daytona (2007, 2008, 2013), di 7 Gran Premi di Formula 1, di una Race of Champions (2017) e del campionato IMSA SportsCar WeaterTech (2019).
La sua carriera si è divisa tra le categorie europee e americane, ed è attualmente impegnato nella serie endurance IMSA, al volante di un'Acura ARX-05 del Team Penske.
Il 6 agosto 2017 è stato chiamato a guidare la Bugatti Chiron, sul circuito di Ehra-Lessien in Germania, per portarla a stabilire un nuovo record mondiale come auto di serie con maggiore accelerazione 0-400-0 km/h al mondo (da 0 km/h sino ai 400 km/h per poi tornare a 0 km/h) stabilendo 42 secondi in 3112 m.

## Carriera

### Carriera iniziale
L'esordio sui kart avvenne a sei anni, spinto dalla passione del padre architetto e dello zio (9º alla 24 ore di Le Mans 1983), vincendo il primo campionato a nove anni. Procedette poi nella Copa Formula Renault nel 1992, vincendo lo Swift GTI Championship nel 1993 e il titolo di Formula N in Messico nel 1994. Sempre nel '94 sfiora il successo nella Barber Saab Pro Series americana, battuto per pochi punti dal connazionale Diego Guzman.
Iniziò agonisticamente in Europa nella Formula Vauxhall britannica con un terzo posto nel 1995, seguito dal titolo nella Formula 3 scolarship britannica nel 1996. L'anno successivo si piazzò secondo nel Campionato di Formula 3000, di cui diventò Campione Internazionale nel 1998; contemporaneamente si alternò come collaudatore per la squadra Williams di Formula 1 che lo mise sotto contratto per molti anni.

### CART
In attesa di una chiamata da parte della Formula 1 corse nella CART americana vincendo 7 gare nel 1999. Montoya vinse il campionato e diventò il più giovane campione della serie al suo primo tentativo a 24 anni.
L'anno successivo fu solo nono, con tre vittorie e molti ritiri causati dal passaggio del team ai motori Toyota.
Al primo tentativo vinse nel 2000 la 500 Miglia di Indianapolis eguagliando il record di Graham Hill nel 1966.

### Formula 1

#### Williams
2001
Al debutto in Formula 1 con la BMW-Williams nel 2001 si segnalò per velocità e spavalderia in pista, come dimostrò in un elaborato sorpasso a Michael Schumacher durante il Gran Premio del Brasile, seguendo una ripartenza dietro la safety car; un incidente durante il doppiaggio di Jos Verstappen mise poi fuori gioco Montoya mentre era in testa. Il resto della stagione vide prestazioni un po' altalenanti con molte rotture in gare che stava dominando (come Hockhenheim e Indianapolis); conquistò comunque la prima vittoria al Gran Premio d'Italia, 3 pole position e il 6º in campionato.
2002

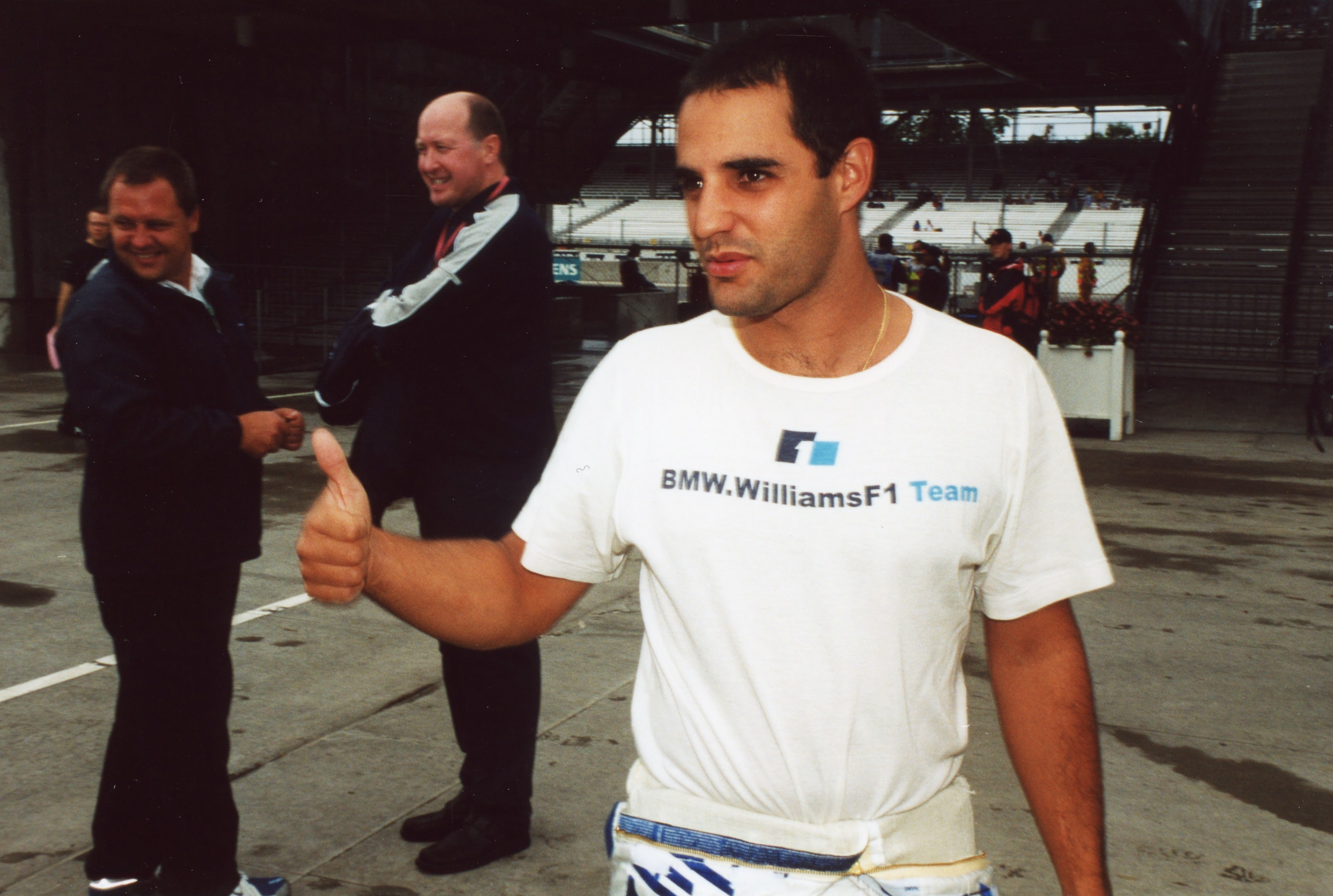
Montoya nel 2002

La stagione 2002 per il pilota colombiano cominciò con due secondi posti nelle prime due gare, seguiti da un quarto e un quinto posto e da due podi che gli permisero di essere secondo in classifica dietro Schumacher. I tre ritiri successivi e il recupero di Barrichello relegarono Montoya al terzo posto, con cui concluse il campionato. In stagione raccolse 7 pole position e numerosi podi, ma nessuna vittoria.
2003

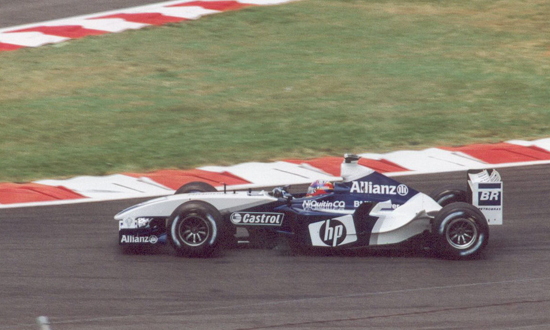
Montoya sulla Williams-BMW nel 2003

Il terzo posto fu bissato l'anno seguente ma con un andamento del tutto diverso: due vittorie a Monte Carlo e in Germania unite a una serie di piazzamenti lo tennero in corsa per il titolo sino alle ultime gare ma alla fine vinse Schumacher davanti a Kimi Räikkönen, e Montoya perse gran parte delle proprie possibilità per un contatto con Rubens Barrichello durante il Gran Premio degli Stati Uniti per cui subì una penalizzazione, e di un ritiro per problemi tecnici nell'ultima gara in Giappone.
Alla fine dell'anno, Montoya firmò un contratto con la McLaren a partire dalla stagione 2005, rimanendo tuttavia alla Williams per la stagione successiva.
2004
Nel 2004 il vantaggio competitivo della Williams e del motore BMW era molto ridotto e la stagione procedette sottotono dopo un paio di piazzamenti iniziali e l'annuncio molto anticipato del passaggio alla McLaren per il 2005. Arrivò comunque la vittoria dell'addio, all'ultimo Gran Premio dell'anno in Brasile.

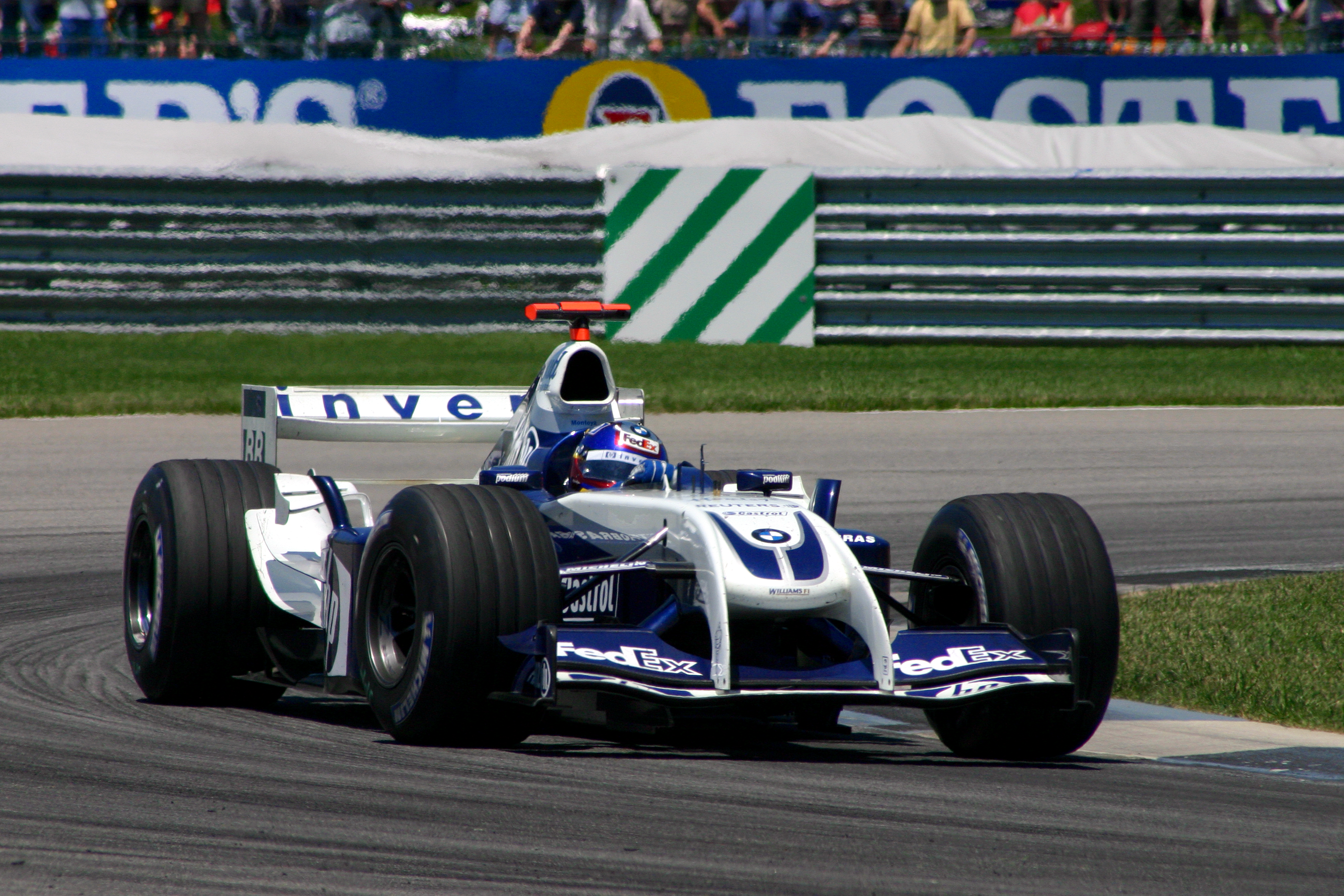
Montoya con la Williams-BMW nel 2004

Il 9 settembre del 2004, durante le prove libere a Monza, Montoya realizzò il giro più veloce nella storia della F1 (in termini di velocità media), segnando 1.19.525 (record della pista) alla media di 262,220 km/h. Con questo primato Montoya batté il record quasi ventennale di Keke Rosberg a Silverstone nel 1985 a 259,005 km/h con una Williams FW07; il record di Montoya resistette fino al 1º settembre 2018 quando Kimi Räikkönen, sempre a Monza, fermando il cronometro a 1:19.119 ottenne pole position, record della pista e record del giro più veloce nella storia della F1 con 263,588 km/h di media.

#### McLaren
2005
Giunto nella squadra McLaren a motore Mercedes ad affiancare Räikkönen, Montoya faticò a prendere le misure della vettura e del nuovo team, inanellando una serie di contrattempi: perse due gare a causa di un infortunio alla spalla avvenuto durante una partita di tennis, poi a Monte Carlo fu penalizzato per avere causato un incidente durante le prove libere. In Canada la vittoria sembrava saldamente nelle sue mani quando l'uscita della safety car colse la squadra impreparata e Montoya rientrò ai box un giro dopo gli altri piloti: cercando di riguadagnare il tempo perduto, uscì dai box a semaforo rosso e fu squalificato.

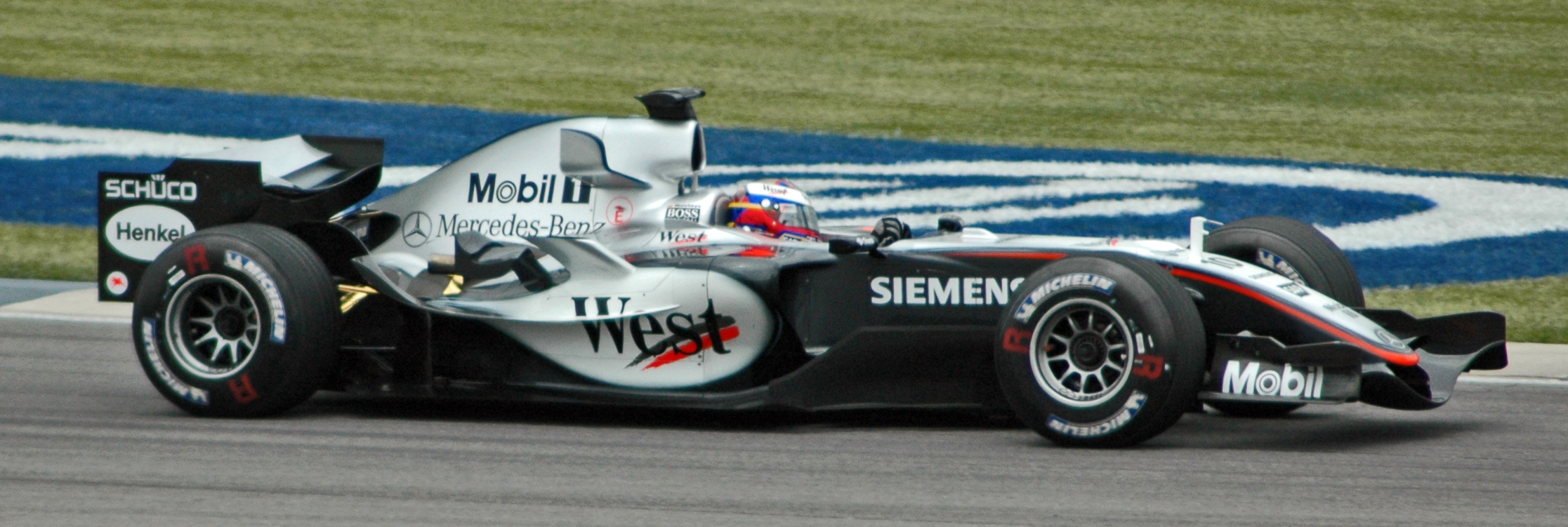
Montoya su McLaren-Mercedes nel 2005

La prima vittoria arrivò al Gran Premio di Gran Bretagna ma nel frattempo era stato il compagno Räikkönen a cogliere i frutti di una McLaren velocissima anche se fragile e a proporsi come candidato per il titolo mondiale. Un'ulteriore vittoria arrivò al Gran Premio d'Italia dove conquistò anche la pole position dopo la penalizzazione di Räikkönen per cambio motore e al Gran Premio del Brasile dove Fernando Alonso si laureò campione del mondo. Anche in Belgio Montoya era stato in testa per gran parte della corsa prima di cedere il passo a Räikkönen, probabilmente per aiutarlo nella rincorsa al titolo, per poi essere infine urtato da Antônio Pizzonia in un'operazione di sdoppiaggio. Terminò la stagione 4º.
2006

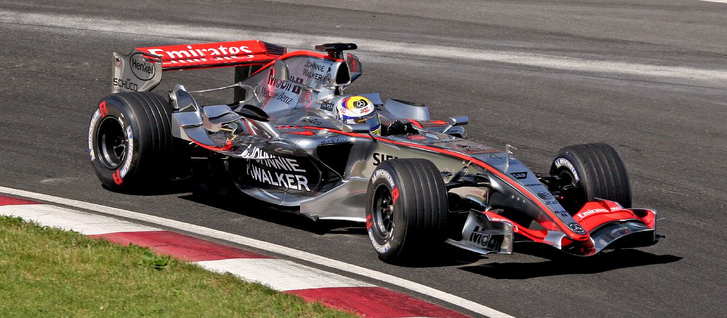
Montoya nel 2006

Anche nella stagione 2006 le difficoltà di adattamento si sommarono alla scarsa competitività della McLaren, e per Montoya il miglior risultato fu un secondo posto al Gran Premio di Monaco. Con l'arrivo annunciato con largo anticipo di Fernando Alonso alla McLaren e l'emergere di una nuova generazione di piloti cresciuti nella GP2, lo spazio per continuare a correre in F1 sembrò limitato e il 10 luglio giunse l'annuncio del suo trasferimento a partire dal 2007 nella serie americana NASCAR con il nuovo team di Chip Ganassi già suo manager ai tempi della CART. Vista la situazione, la McLaren e Montoya hanno concordato l'uscita anticipata a metà stagione del pilota colombiano, sostituito dal collaudatore Pedro de la Rosa.

### NASCAR

#### 2006
La risoluzione anticipata del rapporto con la McLaren in Formula 1 fece sì che Montoya potesse iniziare nel corso del 2006 ad acclimatarsi con il mondo delle stock car in attesa dell'impegno nella NASCAR con il team di Chip Ganassi, la "Chip Ganassi Racing". La prima gara in assoluto si svolse il 6 ottobre sulla Talladega Superspeedway, organizzata dall'Automobile Racing Club of America (ARCA): Montoya fu terzo dopo essere partito dalla seconda posizione in qualifica.
Il debutto vero e proprio nella NASCAR fu il 28 ottobre alla Sam's Town 250 del campionato Busch Series, giungendo 11º, a cui seguirono altre tre gare sempre per la Busch Series. Finalmente il 19 novembre l'esordio nelle NEXTEL Cup Series, la serie più prestigiosa della NASCAR, alla Ford 400 disputata a Miami, gara terminata con un incidente.

#### 2007

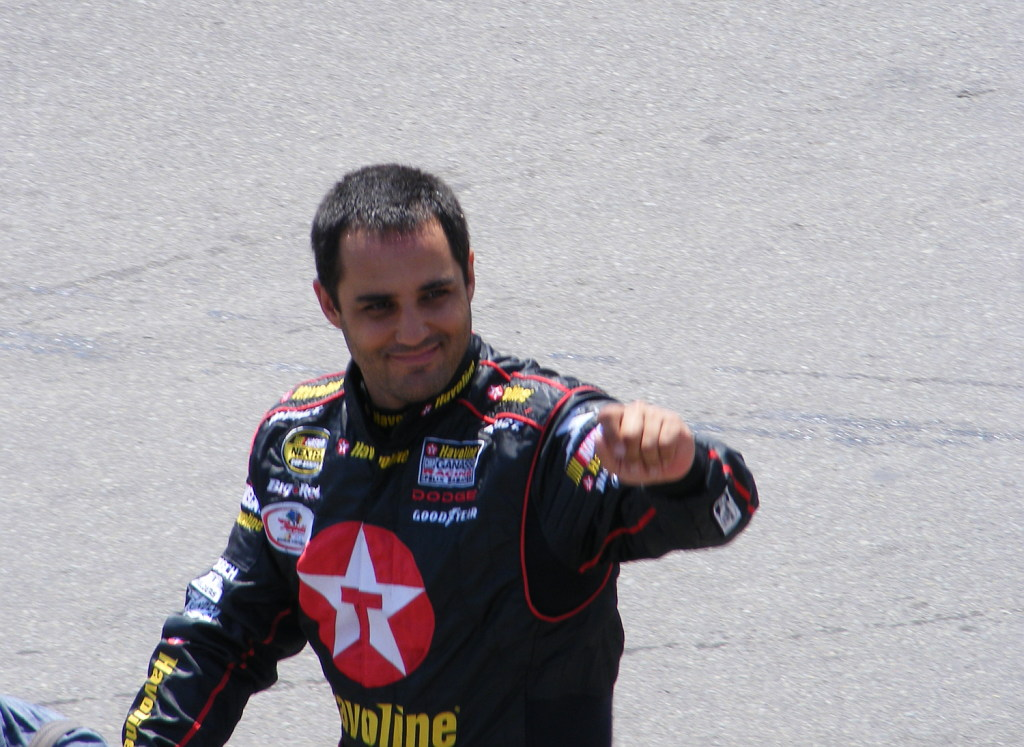
Montoya alla Pennsylvania 500 nel 2007

All'inizio della stagione 2007 ha anche vinto la 24 Ore di Daytona per vetture sport insieme a Scott Pruett e Salvador Durán alla guida di una Riley-Lexus anche questa schierata dalla squadra di Chip Ganassi.
La prima vittoria in una gara valida per le Busch Series è giunta il 4 marzo 2007 sul circuito di Città del Messico per la Telcel-Motorola Mexico 200: risalito dalla 19ª posizione, Montoya è riuscito a prendere il comando della gara dopo un sorpasso deciso ai danni del compagno di squadra Scott Pruett, che per questo contatto è terminato in testacoda. Mentre il 24 giugno sempre del 2007, Juan Pablo ottiene la sua prima vittoria nella serie regina, la Nextel Cup, sulla Infineon Raceway, circuito permanente di Sonoma, in California, rimontando dopo un infelice qualifica, dalla 32ª posizione. A fine campionato Juan Pablo Montoya ha conquistato il titolo di "Rookie of the Year 2007" vale a dire come miglior debuttante della stagione 2007.

#### 2008

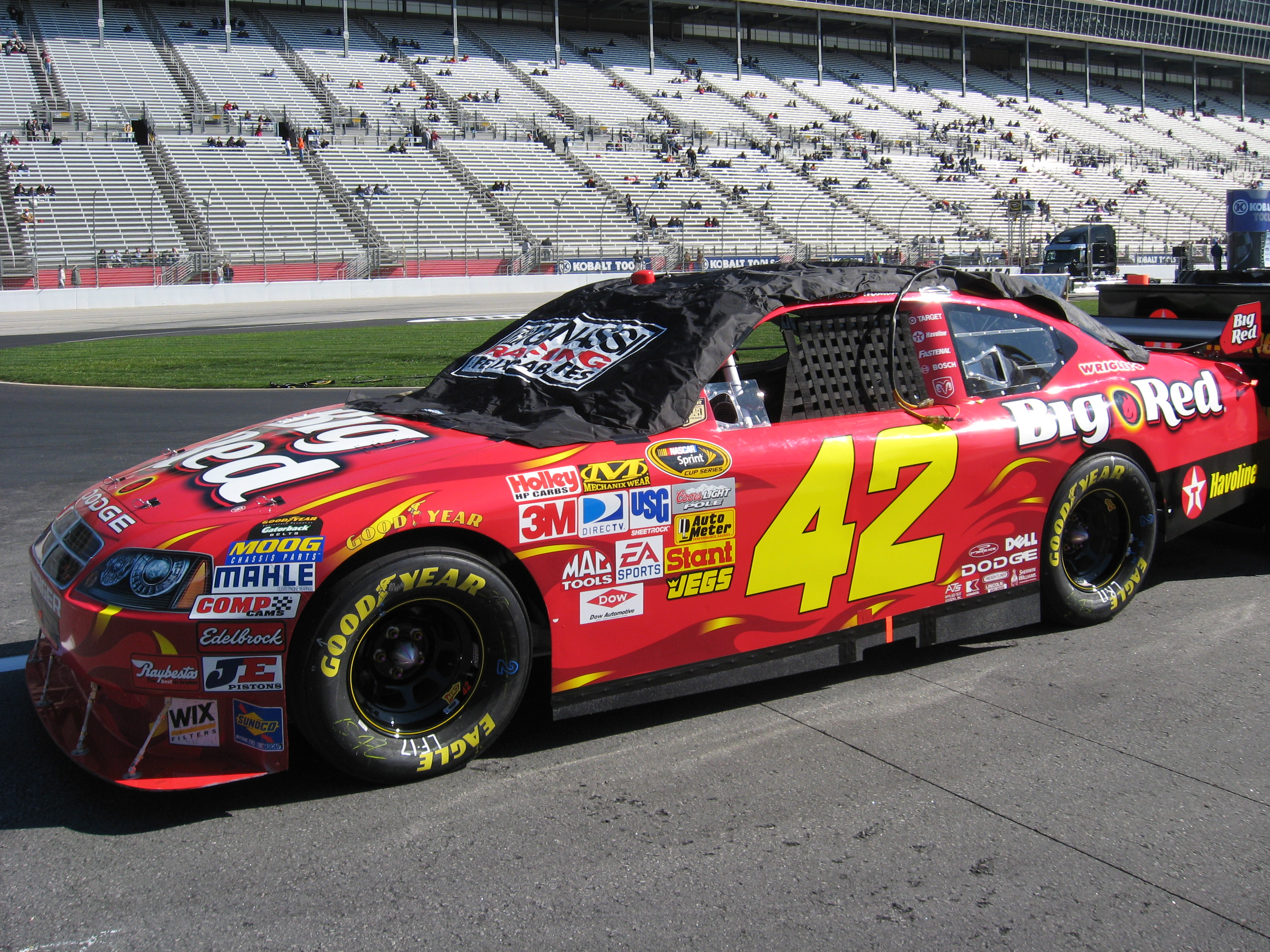
L'auto di Montoya nel 2008

Il 27 gennaio 2008 vince per la seconda volta la 24 Ore di Daytona per vetture sport insieme a Scott Pruett, Dario Franchitti e Memo Rojas.
Il 28 aprile 2008 ottiene una seconda posizione sulla Talladega Superspeedway, a Talladega.
A fine campionato si è piazzato 25º, senza vittorie ma arrivando due volte tra i primi 5 e tre volte tra i primi 10.
Il 12 novembre 2008 rifiuta un contratto proposto dalla Scuderia Toro Rosso di Formula 1.
Nel 2009 la scuderia per la quale corre, la Chip Ganassi Racing, si fonde con la Dale Earnhardt, Inc. di proprietà di Teresa Earnhardt, vedova di Dale Earnhardt, vincitore di 7 coppe NASCAR. La nuova scuderia prende il nome di Earnhardt Ganassi Racing.

#### 2009
Il 25 gennaio 2009 arriva secondo nella 24 ore di Daytona per vetture sport assieme a Scott Pruett e Memo Rojas.
Il 24 aprile 2009 ottiene la sua prima "pole" nella massima serie NASCAR (la Sprint Cup Series) sulla pista di Talladega.
Il 12 settembre 2009 accede alla "Chase for the Sprint Cup".
Il 18 settembre 2009 ottiene la sua seconda pole stagionale sulla New Hampshire Motor Speedway.
Il 20 settembre 2009 ottiene una terza posizione al New Hampshire Motor Speedway che lo porta in piena lotta per il titolo della NASCAR Sprint Cup Series 2009. Si piazza all'ottavo posto della classifica finale, la sua migliore posizione finale.

#### 2010
Nella stagione 2010, Montoya ottiene 3 pole position e torna alla vittoria l'8 agosto al Watkins Glen International.
In stagione ottiene 6 "Top 5" e 14 "Top 10", ma questo non basta per permettergli di entrare nella Chase for the Sprint Cup 2010.

#### 2011

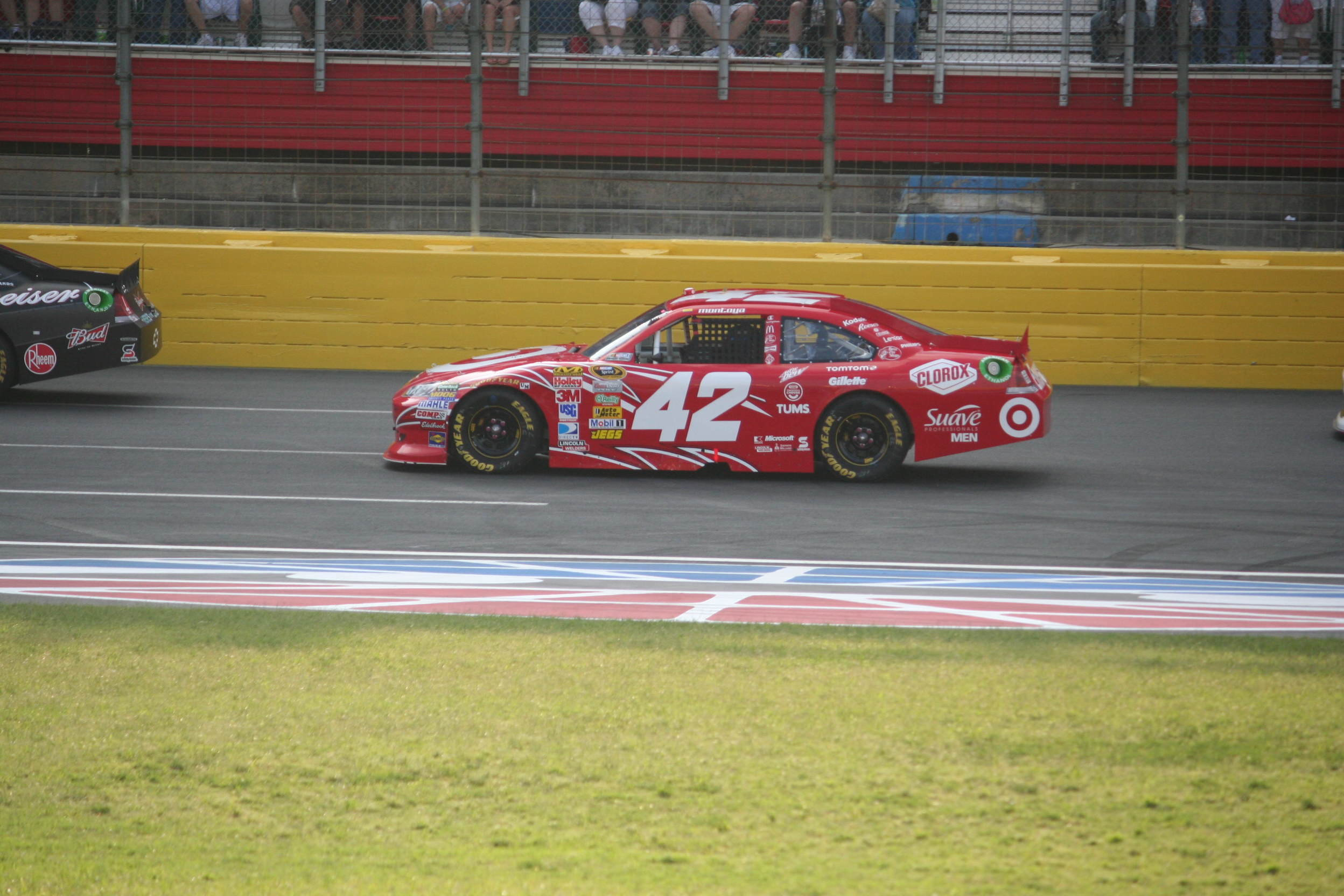
Montoya durante la Coca-Cola 600 del 2011.

Finora nelle Sprint Cup Series (massima serie NASCAR) ha ottenuto: 2 vittorie, 20 "Top 5", 48 "Top 10" e 6 pole position.

#### 2012
Il 28 febbraio 2012 in formula Nascar a Daytona si schiantò su uno dei mezzi utilizzati per raccogliere i detriti lasciati in pista da un precedente incidente; l'impatto provocò un incendio e una sospensione di due ore. Per Montoya nessuna conseguenza.

#### 2013
Nel 2013 corse ancora nella serie NASCAR con il team di Chip Ganassi. Tra il 26 e il 27 gennaio conquistò la terza vittoria nella 24 ore di Daytona su Riley MkXXVI-BMW insieme a Charlie Kimball, Scott Pruett e Memo Rojas.
Il 16 settembre passò al team Penske col quale disputò il campionato 2014 di IndyCar Series affiancando i piloti Will Power ed Hélio Castronueves.

#### 2014
Nel 2014 ritornò nella serie INDYCAR con il team di Roger Penske e il 6 luglio 2014 vinse la 500 Miglia di Pocono. Al termine di una buona stagione fu 4º.

### 2015: ritorno a Indianapolis
Il 24 maggio vinse, dopo 15 anni dalla prima vittoria, la 500 Miglia di Indianapolis con il quarto minor distacco della storia di Indy: 0"1046 sul compagno Will Power. Terminò 2º alle spalle di Scott Dixon a pari punti.

## Risultati

### Formula 1
| 2001 | Scuderia | Vettura |     |     |     |     |   |     |     |     |   |     |   |     |   |     |   |     |   |  |  | Punti | Pos. |
| ---- | -------- | ------- | --- | --- | --- | --- | - | --- | --- | --- | - | --- | - | --- | - | --- | - | --- | - |  |  | ----- | ---- |
| 2001 | Williams | FW23    | Rit | Rit | Rit | Rit | 2 | Rit | Rit | Rit | 2 | Rit | 4 | Rit | 8 | Rit | 1 | Rit | 2 |  |  | 31    | 6º   |

| 2002 | Scuderia | Vettura |   |   |   |   |   |   |     |     |     |   |   |   |    |   |     |   |   |  |  | Punti | Pos. |
| ---- | -------- | ------- | - | - | - | - | - | - | --- | --- | --- | - | - | - | -- | - | --- | - | - |  |  | ----- | ---- |
| 2002 | Williams | FW24    | 2 | 2 | 5 | 4 | 2 | 3 | Rit | Rit | Rit | 3 | 4 | 2 | 11 | 3 | Rit | 4 | 4 |  |  | 50    | 3º   |

| 2003 | Scuderia | Vettura |   |    |     |   |   |     |   |   |   |   |   |   |   |   |   |     |  |  |  | Punti | Pos. |
| ---- | -------- | ------- | - | -- | --- | - | - | --- | - | - | - | - | - | - | - | - | - | --- |  |  |  | ----- | ---- |
| 2003 | Williams | FW25    | 2 | 12 | Rit | 7 | 4 | Rit | 1 | 3 | 2 | 2 | 2 | 1 | 3 | 2 | 6 | Rit |  |  |  | 82    | 3º   |

| 2004 | Scuderia | Vettura |   |   |    |   |     |   |   |    |    |   |   |   |   |     |   |   |   |   |  | Punti | Pos. |
| ---- | -------- | ------- | - | - | -- | - | --- | - | - | -- | -- | - | - | - | - | --- | - | - | - | - |  | ----- | ---- |
| 2004 | Williams | FW26    | 5 | 2 | 13 | 3 | Rit | 4 | 8 | SQ | SQ | 8 | 5 | 5 | 4 | Rit | 5 | 5 | 7 | 1 |  | 58    | 5º   |

| 2005 | Scuderia | Vettura |   |   |     |     |   |   |   |    |    |     |   |   |     |   |   |    |   |     |     | Punti | Pos. |
| ---- | -------- | ------- | - | - | --- | --- | - | - | - | -- | -- | --- | - | - | --- | - | - | -- | - | --- | --- | ----- | ---- |
| 2005 | McLaren  | MP4-20  | 6 | 4 | INF | INF | 7 | 5 | 7 | SQ | NP | Rit | 1 | 2 | Rit | 3 | 1 | 14 | 1 | Rit | Rit | 60    | 4º   |

| 2006 | Scuderia | Vettura |   |   |     |   |     |     |   |   |     |     |  |  |  |  |  |  |  |  |  | Punti | Pos. |
| ---- | -------- | ------- | - | - | --- | - | --- | --- | - | - | --- | --- |  |  |  |  |  |  |  |  |  | ----- | ---- |
| 2006 | McLaren  | MP4-21  | 5 | 4 | Rit | 3 | Rit | Rit | 2 | 6 | Rit | Rit |  |  |  |  |  |  |  |  |  | 26    | 8º   |

| Legenda | 1º posto     | 2º posto | 3º posto    | A punti         | Senza punti/Non class.  | Grassetto – Pole position Corsivo – Giro più veloce |
| Legenda | Squalificato | Ritirato | Non partito | Non qualificato | Solo prove/Terzo pilota | Grassetto – Pole position Corsivo – Giro più veloce |

### International Formula 3000
(Legenda - le gare in grassetto indicano la pole position; quelle in corsivo il giro più veloce)
| Anno | Squadra           | 1       | 2       | 3       | 4     | 5      | 6     | 7     | 8      | 9     | 10    | 11    | 12    | Punti | Pos. |
| ---- | ----------------- | ------- | ------- | ------- | ----- | ------ | ----- | ----- | ------ | ----- | ----- | ----- | ----- | ----- | ---- |
| 1997 | RSM Marko         | SIL Rit | PAU 1   | HEL Rit | NÜR 4 | PER 11 | HOC 5 | A1R 1 | SPA SQ | MUG 3 | JER 1 |       |       | 37.5  | 2º   |
| 1998 | Super Nova Racing | OSC 15  | IMO Rit | CAT 1   | SIL 1 | MON 6  | PAU 1 | A1R 2 | HOC 3  | HUN 3 | SPA 2 | PER 1 | NÜR 3 | 65    | 1º   |

### Corse a ruote scoperte americane

#### CART
| Anno | Squadra             | Telaio      | Motore      | 1      | 2      | 3      | 4     | 5     | 6      | 7      | 8      | 9     | 10     | 11     | 12     | 13     | 14     | 15     | 16    | 17    | 18     | 19     | 20     | Punti | Pos. |
| ---- | ------------------- | ----------- | ----------- | ------ | ------ | ------ | ----- | ----- | ------ | ------ | ------ | ----- | ------ | ------ | ------ | ------ | ------ | ------ | ----- | ----- | ------ | ------ | ------ | ----- | ---- |
| 1999 | Chip Ganassi Racing | Reynard 99i | Honda HRS   | MIA 10 | MOT 13 | LBH 1  | NAZ 1 | RIO 1 | GAT 11 | MIL 10 | POR 2  | CLE 1 | ROA 13 | TOR 22 | MCH 2  | DET 17 | MDO 1  | CHI 1  | VAN 1 | LAG 8 | HOU 25 | SUR 16 | FON 4  | 212   | 1º   |
| 2000 | Chip Ganassi Racing | Lola B2K/00 | Toyota RV8E | MIA 23 | LBH 19 | RIO 22 | MOT 7 | NAZ 4 | MIL 1  | DET 18 | POR 17 | CLE 6 | TOR 24 | MCH 1  | CHI 12 | MDO 24 | ROA 16 | VAN 17 | LAG 6 | GAT 1 | HOU 2  | SUR 24 | FON 10 | 126   | 9º   |

#### IndyCar
| Anno | Squadra                    | Telaio       | Motore     | 1      | 2     | 3      | 4      | 5      | 6       | 7      | 8      | 9     | 10     | 11     | 12     | 13     | 14     | 15     | 16    | 17    | 18    | Punti | Posizione |
| 2000 | Target Chip Ganassi Racing | G-Force      | Oldsmobile | WDW    | PHX   | LVS    | INDY 1 | TXS    | PPIR    | ATL    | KTY    | TXS   |        |        |        |        |        |        |       |       |       | 54    | 25º       |
| 2014 | Team Penske                | Dallara DW12 | Chevrolet  | STP 15 | LBH 4 | ALA 21 | IMS 16 | INDY 5 | DET 12  | DET 13 | TEX 3  | HOU 2 | HOU 7  | POC 1  | IOW 16 | TOR 18 | TOR 19 | MDO 11 | MIL 2 | SNM 5 | FON 4 | 586   | 4º        |
| 2015 | Team Penske                | Dallara DW12 | Chevrolet  | STP 1  | NLA 5 | LBH 3  | ALA 14 | IMS 3  | INDY 1  | DET 10 | DET 10 | TEX 4 | TOR 7  | FON 4  | MIL 4  | IOW 24 | MDO 11 | POC 3  | SNM 6 |       |       | 556   | 2ºa       |
| 2016 | Team Penske                | Dallara DW12 | Chevrolet  | STP 1  | PHX 9 | LBH 4  | ALA 5  | IMS 8  | INDY 33 | DET 3  | DET 20 | RDA 7 | IOW 20 | TOR 20 | MDO 11 | POC 8  | TXS 9  | WGL 13 | SNM 3 |       |       | 433   | 8º        |
| 2017 | Team Penske                | Dallara DW12 | Chevrolet  | STP    | LBH   | ALA    | PHX    | IMS 10 | INDY 6  | DET    | DET    | TXS   | ROA    | IOW    | TOR    | MDO    | POC    | GTW    | WGL   | SNM   |       | 93    | 24º       |
| 2021 | Arrow McLaren SP           | Dallara DW12 | Chevrolet  | ALA    | STP   | TXS    | TXS    | IMS 21 | INDY 9  | DET    | DET    | ROA   | MDO    | NSH    | IMS    | GTW    | POR    | LAG    | LBH   |       |       | 53    | 31º       |

a Montoya ha perso il titolo contro Scott Dixon al tie-break, dopo che entrambi hanno pareggiato con 556 punti. Ha vinto due gare rispetto alle tre di Dixon.

#### 500 Miglia di Indianapolis
| Anno   | N° auto | Partito | Media qualifica | Finito | Giri | Giri in testa | Causa ritiro |
| ------ | ------- | ------- | --------------- | ------ | ---- | ------------- | ------------ |
| 2000   | 9       | 2º      | 223.372         | 1º     | 200  | 167           | /            |
| 2014   | 2       | 10º     | 231.007         | 5º     | 200  | 16            | /            |
| 2015   | 2       | 15º     | 224.657         | 1º     | 200  | 9             | /            |
| 2016   | 2       | 17º     | 227.684         | 33º    | 63   | 0             | Incidente    |
| 2017   | 22      | 18º     | 228.645         | 6º     | 200  | 1             | /            |
| 2021   | 86      | 24º     | 229.891         | 9º     | 200  | 0             | /            |
| Totale | Totale  | Totale  | Totale          | Totale | 1063 | 193           |              |

### NASCAR
(chiave) (Grassetto – Pole position assegnata dal tempo di qualificazione. Corsivo – Pole position guadagnata dalla classifica a punti o dal tempo di pratica. * – La maggior parte dei giri in testa.)

#### Sprint Cup Series
| Anno | Team                     | Numero | Marca | 1      | 2      | 3      | 4      | 5      | 6      | 7      | 8      | 9      | 10     | 11     | 12     | 13     | 14     | 15     | 16     | 17     | 18     | 19     | 20     | 21     | 22     | 23     | 24     | 25     | 26     | 27     | 28     | 29     | 30     | 31     | 32     | 33     | 34     | 35     | 36     | Punti | Pos. |
| ---- | ------------------------ | ------ | ----- | ------ | ------ | ------ | ------ | ------ | ------ | ------ | ------ | ------ | ------ | ------ | ------ | ------ | ------ | ------ | ------ | ------ | ------ | ------ | ------ | ------ | ------ | ------ | ------ | ------ | ------ | ------ | ------ | ------ | ------ | ------ | ------ | ------ | ------ | ------ | ------ | ----- | ---- |
| 2006 | Chip Ganassi Racing      | 30     | Dodge | DAY    | CAL    | LVS    | ATL    | BRI    | MAR    | TEX    | PHO    | TAL    | RCH    | DAR    | CLT    | DOV    | POC    | MCH    | SON    | DAY    | CHI    | NHA    | POC    | IND    | GLN    | MCH    | BRI    | CAL    | RCH    | NHA    | DOV    | KAN    | TAL    | CLT    | MAR    | ATL    | TEX    | PHO    | HOM 34 | 61    | 69º  |
| 2007 | Chip Ganassi Racing      | 42     | Dodge | DAY 19 | CAL 26 | LVS 22 | ATL 5  | BRI 32 | MAR 16 | TEX 8  | PHO 33 | TAL 31 | RCH 26 | DAR 23 | CLT 28 | DOV 31 | POC 20 | MCH 43 | SON 1  | NHA 19 | DAY 32 | CHI 15 | IND 2  | POC 16 | GLN 39 | MCH 26 | BRI 17 | CAL 33 | RCH 41 | NHA 23 | DOV 10 | KAN 28 | TAL 15 | CLT 37 | MAR 8  | ATL 34 | TEX 25 | PHO 17 | HOM 15 | 3487  | 20º  |
| 2008 | Chip Ganassi Racing      | 42     | Dodge | DAY 32 | CAL 20 | LVS 19 | ATL 16 | BRI 15 | MAR 13 | TEX 19 | PHO 16 | TAL 2  | RCH 32 | DAR 23 | CLT 30 | DOV 12 | POC 38 | MCH 38 | SON 6  | NHA 32 | DAY 38 | CHI 18 | IND 38 | POC 40 | GLN 4  | MCH 25 | BRI 19 | CAL 20 | RCH 31 | NHA 17 | DOV 39 | KAN 20 | TAL 25 | CLT 34 | MAR 14 | ATL 40 | TEX 43 | PHO 17 | HOM 17 | 3329  | 25º  |
| 2009 | Earnhardt Ganassi Racing | 42     | Chevy | DAY 14 | CAL 11 | LVS 31 | ATL 27 | BRI 9  | MAR 12 | TEX 7  | PHO 24 | TAL 20 | RCH 10 | DAR 20 | CLT 8  | DOV 30 | POC 8  | MCH 6  | SON 6  | NHA 12 | DAY 9  | CHI 10 | IND 11 | POC 2  | GLN 6  | MCH 19 | BRI 25 | ATL 3  | RCH 19 | NHA 3  | DOV 4  | KAN 4  | CAL 3  | CLT 35 | MAR 3  | TAL 19 | TEX 37 | PHO 8  | HOM 38 | 6252  | 8º   |
| 2010 | Earnhardt Ganassi Racing | 42     | Chevy | DAY 10 | CAL 37 | LVS 37 | ATL 3  | BRI 26 | MAR 36 | PHO 5  | TEX 34 | TAL 3  | RCH 6  | DAR 5  | DOV 35 | CLT 38 | POC 8  | MCH 13 | SON 10 | NHA 34 | DAY 27 | CHI 16 | IND 32 | POC 16 | GLN 1  | MCH 7  | BRI 7  | ATL 9  | RCH 7  | NHA 16 | DOV 14 | KAN 29 | CAL 14 | CLT 11 | MAR 19 | TAL 3  | TEX 28 | PHO 16 | HOM 35 | 4118  | 17º  |
| 2011 | Earnhardt Ganassi Racing | 42     | Chevy | DAY 6  | PHO 19 | LVS 3  | BRI 24 | CAL 10 | MAR 4  | TEX 13 | TAL 30 | RCH 29 | DAR 23 | DOV 32 | CLT 12 | KAN 17 | POC 7  | MCH 30 | SON 22 | DAY 9  | KEN 15 | NHA 30 | IND 28 | POC 32 | GLN 7  | MCH 25 | BRI 19 | ATL 15 | RCH 15 | CHI 14 | NHA 9  | DOV 22 | KAN 23 | CLT 14 | TAL 23 | MAR 22 | TEX 18 | PHO 15 | HOM 31 | 932   | 21º  |
| 2012 | Earnhardt Ganassi Racing | 42     | Chevy | DAY 36 | PHO 11 | LVS 25 | BRI 8  | CAL 17 | MAR 21 | TEX 16 | KAN 12 | RCH 12 | TAL 32 | DAR 24 | CLT 20 | DOV 28 | POC 17 | MCH 8  | SON 34 | KEN 14 | DAY 28 | NHA 25 | IND 21 | POC 20 | GLN 33 | MCH 26 | BRI 13 | ATL 21 | RCH 20 | CHI 23 | NHA 22 | DOV 26 | TAL 38 | CLT 19 | KAN 16 | MAR 20 | TEX 34 | PHO 12 | HOM 28 | 810   | 22º  |
| 2013 | Earnhardt Ganassi Racing | 42     | Chevy | DAY 39 | PHO 12 | LVS 19 | BRI 30 | CAL 38 | MAR 26 | TEX 20 | KAN 27 | RCH 4  | TAL 25 | DAR 8  | CLT 18 | DOV 2  | POC 14 | MCH 20 | SON 34 | KEN 16 | DAY 39 | NHA 24 | IND 9  | POC 28 | GLN 5  | MCH 11 | BRI 3  | ATL 7  | RCH 16 | CHI 32 | NHA 19 | DOV 23 | KAN 18 | CLT 12 | TAL 41 | MAR 13 | TEX 20 | PHO 6  | HOM 18 | 894   | 21º  |
| 2014 | Team Penske              | 12     | Ford  | DAY    | PHO    | LVS    | BRI    | CAL    | MAR    | TEX    | DAR    | RCH    | TAL    | KAN    | CLT    | DOV    | POC    | MCH 18 | SON    | KEN    | DAY    | NHA    | IND 23 | POC    | GLN    | MCH    | BRI    | ATL    | RCH    | CHI    | NHA    | DOV    | KAN    | CLT    | TAL    | MAR    | TEX    | PHO    | HOM    | 47    | 48º  |

#### Daytona 500
| Anno | Team                     | Motore    | Iniziato | Finito |
| ---- | ------------------------ | --------- | -------- | ------ |
| 2007 | Chip Ganassi Racing      | Dodge     | 36º      | 19º    |
| 2008 | Chip Ganassi Racing      | Dodge     | 15º      | 32º    |
| 2009 | Earnhardt Ganassi Racing | Chevrolet | 8º       | 14º    |
| 2010 | Earnhardt Ganassi Racing | Chevrolet | 8º       | 10º    |
| 2011 | Earnhardt Ganassi Racing | Chevrolet | 13º      | 6º     |
| 2012 | Earnhardt Ganassi Racing | Chevrolet | 35º      | 36º    |
| 2013 | Earnhardt Ganassi Racing | Chevrolet | 7º       | 39º    |

#### Nationwide Series
| Anno | Team                | Numero | Marca | 1      | 2      | 3     | 4      | 5     | 6      | 7   | 8      | 9      | 10    | 11     | 12     | 13     | 14     | 15  | 16  | 17  | 18     | 19     | 20     | 21  | 22  | 23  | 24     | 25  | 26  | 27  | 28  | 29  | 30  | 31  | 32     | 33     | 34     | 35     | Punti | Pos. |
| ---- | ------------------- | ------ | ----- | ------ | ------ | ----- | ------ | ----- | ------ | --- | ------ | ------ | ----- | ------ | ------ | ------ | ------ | --- | --- | --- | ------ | ------ | ------ | --- | --- | --- | ------ | --- | --- | --- | --- | --- | --- | --- | ------ | ------ | ------ | ------ | ----- | ---- |
| 2006 | Chip Ganassi Racing | 42     | Dodge | DAY    | CAL    | MXC   | LVS    | ATL   | BRI    | TEX | NSH    | PHO    | TAL   | RCH    | DAR    | CLT    | DOV    | NSH | KEN | MLW | DAY    | CHI    | NHA    | MAR | GTY | IRP | GLN 14 | MCH | BRI | CAL | RCH | DOV | KAN | CLT | MEM 11 | TEX 28 | PHO 20 | HOM 14 | 438   | 68º  |
| 2007 | Chip Ganassi Racing | 42     | Dodge | DAY 40 | CAL 39 | MXC 1 | LVS 20 | ATL 8 | BRI 14 | NSH | TEX 30 | PHO 21 | TAL 7 | RCH 11 | DAR 15 | CLT 40 | DOV 14 | NSH | KEN | MLW | NHA 34 | DAY 30 | CHI 21 | GTY | IRP | CGV | GLN 33 | MCH | BRI | CAL | RCH | DOV | KAN | CLT | MEM    | TEX    | PHO    | HOM    | 1689  | 36º  |
| 2008 | Chip Ganassi Racing | 40     | Dodge | DAY    | CAL    | LVS   | ATL    | BRI   | NSH    | TEX | PHO    | MXC    | TAL   | RCH    | DAR    | CLT    | DOV    | NSH | KEN | MLW | NHA    | DAY    | CHI    | GTY | IRP | CGV | GLN    | MCH | BRI | CAL | RCH | DOV | KAN | CLT | MEM    | TEX 15 | PHO    |        | 230   | 86º  |
| 2008 | Chip Ganassi Racing | 42     | Dodge |        |        |       |        |       |        |     |        |        |       |        |        |        |        |     |     |     |        |        |        |     |     |     |        |     |     |     |     |     |     |     |        |        |        | HOM 17 | 230   | 86º  |

### ARCA Re/Max Series
(chiave) (Grassetto – Pole position assegnata dal tempo di qualificazione. Corsivo – Pole position guadagnata dalla classifica a punti o dal tempo di pratica. * – La maggior parte dei giri in testa.)
| Anno | Team                   | Numero | Marca | 1   | 2   | 3   | 4   | 5   | 6   | 7   | 8   | 9   | 10  | 11  | 12  | 13  | 14  | 15  | 16  | 17  | 18  | 19  | 20  | 21  | 22    | 23     | Punti | Pos. |
| ---- | ---------------------- | ------ | ----- | --- | --- | --- | --- | --- | --- | --- | --- | --- | --- | --- | --- | --- | --- | --- | --- | --- | --- | --- | --- | --- | ----- | ------ | ----- | ---- |
| 2006 | Cunningham Motorsports | 4      | Dodge | DAY | NSH | SLM | WIN | KEN | TOL | POC | MCH | KAN | KEN | BLN | POC | GTW | NSH | MCH | ISF | MIL | TOL | DSF | CHI | SLM | TAL 3 | IOW 24 | 350   | 84º  |

### Grand-Am

#### Daytona Prototype
Grassetto – Pole Position. (Risultato Finale/Risultato Classe).
| Anno | Team                | Numero | Telaio                      | Motore        | 1                 | 2   | 3   | 4   | 5   | 6   | 7   | 8   | 9     | 10  | 11  | 12  | 13  | 14  | Punti | Pos. |
| ---- | ------------------- | ------ | --------------------------- | ------------- | ----------------- | --- | --- | --- | --- | --- | --- | --- | ----- | --- | --- | --- | --- | --- | ----- | ---- |
| 2007 | Chip Ganassi Racing | 01     | Riley Technologies MkXI     | Lexus 5.0L V8 | DAY 1             | MEX | HOM | VIR | LGA | WGL | MDO | DAY | IOW   | BAR | MON | WGL | SON | MIL | 35    | 52º  |
| 2008 | Chip Ganassi Racing | 01     | Riley Technologies MkXX     | Lexus 5.0L V8 | DAY 1             | HOM | MEX | VIR | LGA | WGL | MDO | DAY | BAR   | MON | WGL | SON | NJ  | MIL | 35    | 45º  |
| 2009 | Chip Ganassi Racing | 01     | Riley Technologies Mk. XX   | Lexus 5.0L V8 | DAY 2             | VIR | NJ  | LGA | WGL | MDO | DAY | BAR | WGL   | MON | MIL | HOM |     |     | 32    | 45º  |
| 2010 | Chip Ganassi Racing | 02     | Riley Technologies Mk. XX   | BMW 5.0L V8   | DAY ovr:37 cls:15 | HOM | BAR | VIR | LRP | WGL | MDO | DAY | NJ    | WGL | MON | MIL |     |     | 16    | 41º  |
| 2011 | Chip Ganassi Racing | 02     | Riley Technologies Mk. XX   | BMW 5.0L V8   | DAY 2             | HOM | BAR | VIR | LRP | WGL | ELK | LGA | NJ    | WGL | MON | MDO |     |     | 32    | 24º  |
| 2012 | Chip Ganassi Racing | 02     | Riley Technologies Mk. XXVI | BMW 5.0L V8   | DAY 4             | BAR | HOM | NJ  | BEL | MDO | ELK | WGL | IMS 4 | WGL | MON | LGA | LRP |     | 56    | 21º  |
| 2013 | Chip Ganassi Racing | 01     | Riley Technologies Mk. XXVI | BMW 5.0L V8   | DAY 1             | AUS | BAR | ATL | BEL | MDO | WGL | IMS | ELK   | KAN | LGA | LRP |     |     | 35    | 41º  |

### Campionato IMSA WeatherTech SportsCar
| Anno | Squadra                                | Classe | Vettura      | 1      | 2      | 3     | 4     | 5     | 6     | 7      | 8     | 9     | 10     | Punti | Pos. |
| ---- | -------------------------------------- | ------ | ------------ | ------ | ------ | ----- | ----- | ----- | ----- | ------ | ----- | ----- | ------ | ----- | ---- |
| 2017 | Team Penske                            | P      | Oreca 07     | DAY    | SEB    | LBH   | COA   | DET   | WGL   | MOS    | ELK   | LGA   | PET 3  | 30    | 30º  |
| 2018 | Acura Team Penske                      | P      | Acura ARX-05 | DAY 10 | SEB 14 | LBH 5 | MDO 2 | DET 3 | WGL 3 | MOS 10 | ELK 5 | LGA 3 | PET 13 | 251   | 5º   |
| 2019 | Acura Team Penske                      | DPi    | Acura ARX-05 | DAY 6  | SEB 9  | LBH 3 | MDO 1 | DET 1 | WGL 3 | MOS 3  | ELK 2 | LGA 1 | PET 4  | 302   | 1º   |
| 2020 | Acura Team Penske                      | DPi    | Acura ARX-05 | DAY 4  | DAY 4  | SEB 6 | ELK 8 | ATL 6 | MDO 7 | PET 3  | LGA 2 | SEB 2 |        | 247   | 6º   |
| 2021 | Meyer Shank Racing with Curb-Agajanian | DPi    | Acura ARX-05 | DAY 4  | SEB 3  | MDO   | DET   | WGL   | WGL   | ELK    | LGA   | LBH   | PET    | 624*  | 10º* |

* Stagione in corso.

### 24 Ore di Le Mans
| Anno | Classe      | N° | Gomme | Vettura                             | Squadra           | Co-piloti                            | Giri | Pos. Assol. | Pos. di Classe |
| ---- | ----------- | -- | ----- | ----------------------------------- | ----------------- | ------------------------------------ | ---- | ----------- | -------------- |
| 2018 | LMP2        | 32 | D     | Ligier JS P217 Gibson GK428 4.2L V8 | United Autosports | Hugo de Sadeleer Will Owen           | 365  | 7º          | 3º             |
| 2020 | LMP2        | 21 | M     | Oreca 07 Gibson GK428 4.2L V8       | DragonSpeed USA   | Timothé Buret Guillermo "Memo" Rojas | 192  | Rit         | Rit            |
| 2021 | LMP2        | 21 | G     | Oreca 07 Gibson GK428 4.2L V8       | DragonSpeed USA   | Henrik Hedman Ben Haley              | 356  | 15º         | 10º            |
| 2021 | LMP2 Pro-Am | 21 | G     | Oreca 07 Gibson GK428 4.2L V8       | DragonSpeed USA   | Henrik Hedman Ben Haley              | 356  | 15º         | 1º             |

#### Campionato del mondo endurance
| Anno    | Squadra         | Classe      | Vettura  | SPA | ALG | MNZ | LMS | BHR | BHR | Punti | Pos. |
| ------- | --------------- | ----------- | -------- | --- | --- | --- | --- | --- | --- | ----- | ---- |
| 2021    | DragonSpeed USA | LMP2        | Oreca 07 | 7   | 8   | 6   | 5   | 11  | 10  | 42,5  | 11°  |
| 2021    | DragonSpeed USA | LMP2 Pro-Am | Oreca 07 | 3   | 2   | 2   | 1   | 5   | 4   | 138   | 4°   |
| Legenda |                 |             |          |     |     |     |     |     |     |       |      |

### European Le Mans Series
| Anno    | Squadra         | Classe      | Vettura  | CAT | RBR | LEC | MNZ | SPA | ALG | Punti | Pos. |
| ------- | --------------- | ----------- | -------- | --- | --- | --- | --- | --- | --- | ----- | ---- |
| 2021    | DragonSpeed USA | LMP2        | Oreca 07 |     |     |     | 17  |     |     | 0,5   | 34º  |
| Anno    | Squadra         | Classe      | Vettura  | BAR | LEC | ARA | SPA | POR | ALG | Punti | Pos. |
| 2023    | DragonSpeed USA | LMP2 Pro/Am | Oreca 07 | 7   | 7   | 7   | 7   | 5   | 5   | 44    | 7°   |
| Legenda |                 |             |          |     |     |     |     |     |     |       |      |

*Stagione in corso.

## Vita privata
Montoya è sposato con la connazionale Connie Freydell e ha tre figli tra cui Sebastián, che come il padre è un pilota, attualmente in Formula 2 con Prema.